# Nove, Odesa
Nove (în ucraineană Нове) este un sat în comuna Dobroslav din raionul Odesa, regiunea Odesa, Ucraina.